# Heteroscada junina
Heteroscada junina är en fjärilsart som beskrevs av Felix Bryk 1953. Heteroscada junina ingår i släktet Heteroscada och familjen praktfjärilar. Inga underarter finns listade i Catalogue of Life.